# Voiture à étage État

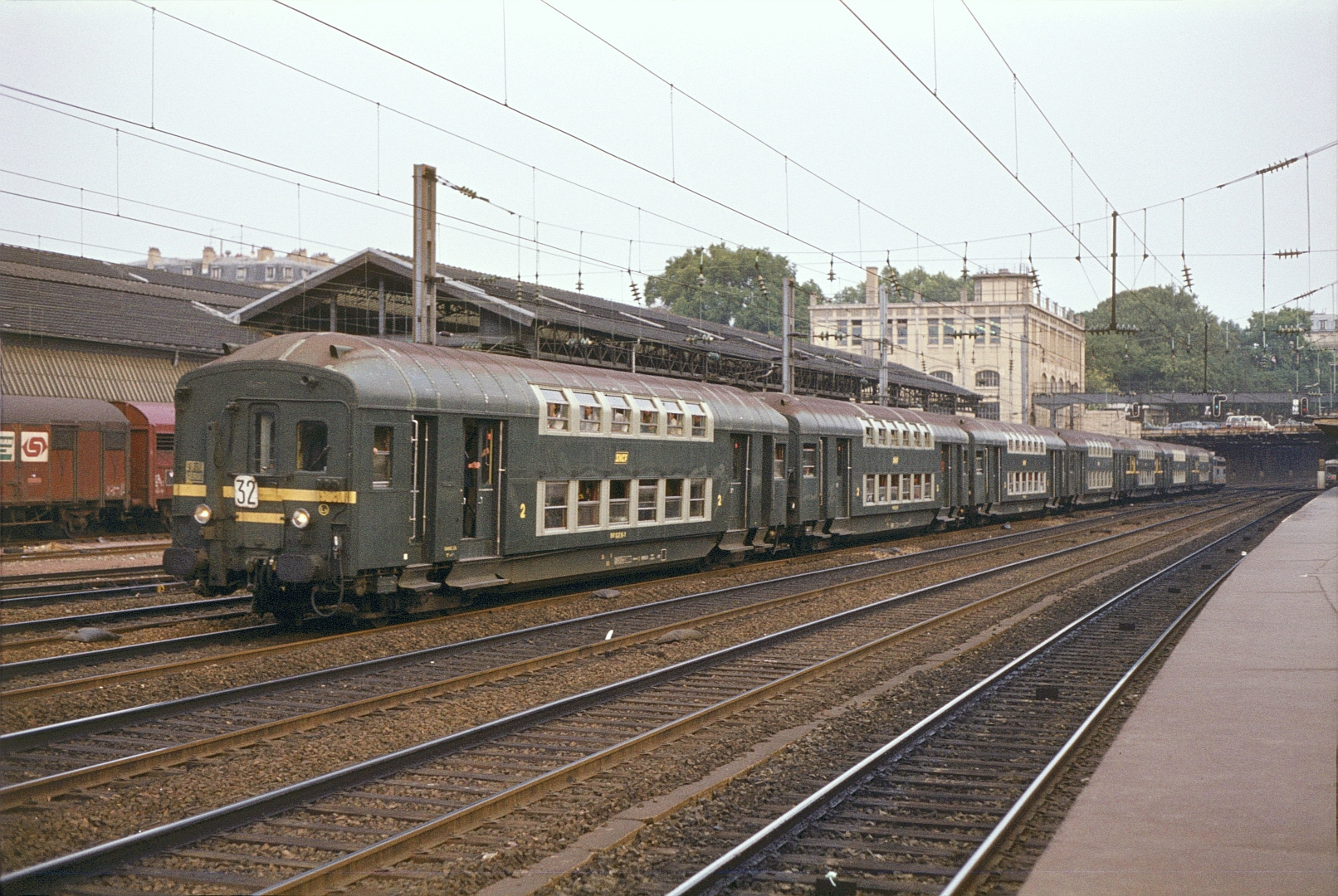
Un train "direct Argenteuil" composé de voitures ex-État à deux niveaux, passe la gare de Pont-Cardinet par les voies du groupe VI le 17/09/1982.

La Voiture à étage État est une voiture de chemin de fer construite en série pour l'administration des chemins de fer de l'État français.

## Origine

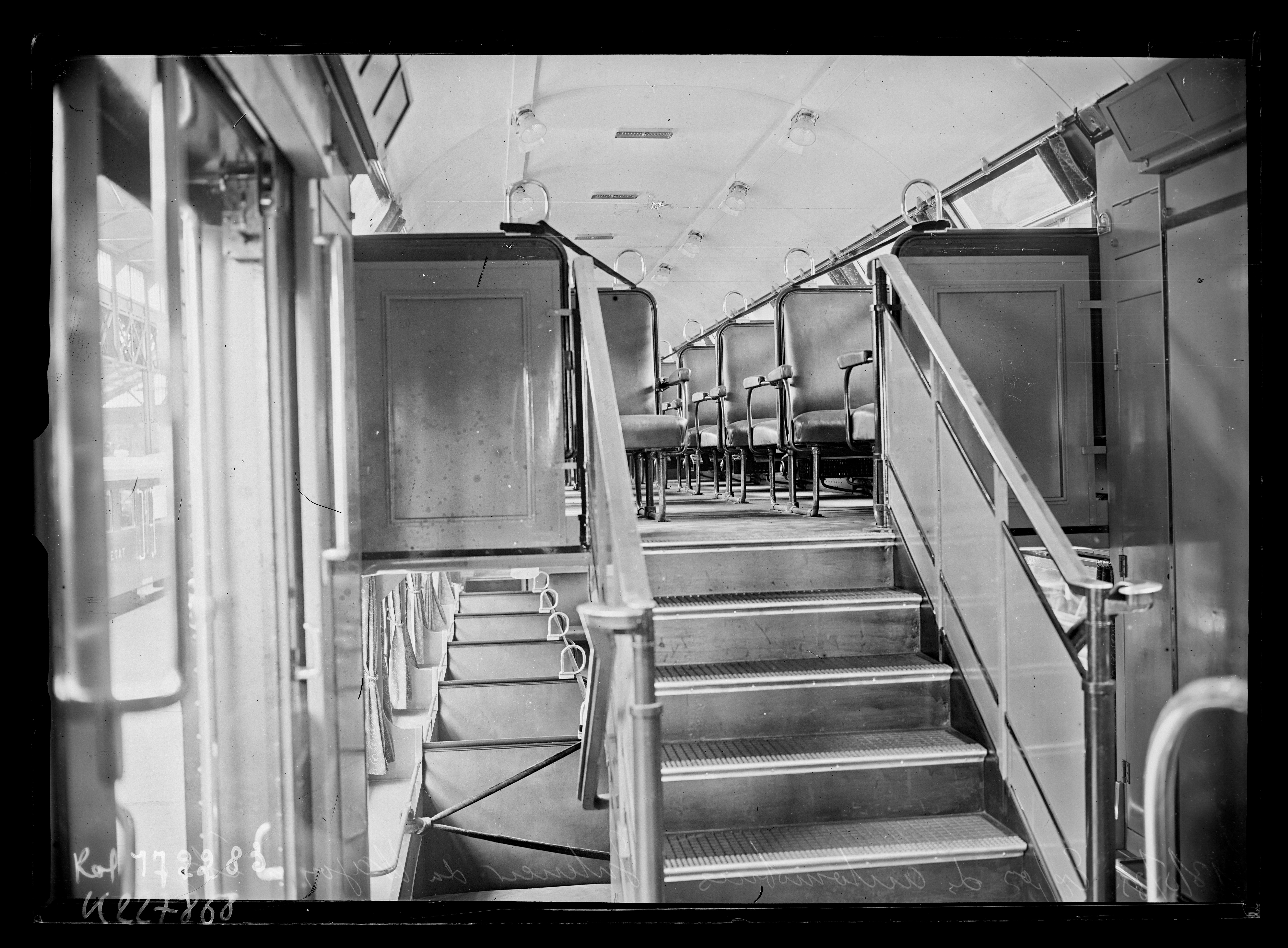
Intérieur d'une voiture, photographié en 1933.

Dans les années 1930, l'Administration des chemins de fer de l'État est en butte à des problèmes de capacité avec du vieux matériel sur ses lignes de banlieue de l'ouest parisien. Le but est d'augmenter la capacité des trains, sans en modifier la longueur, pour des raisons de longueur de quais en gare Saint-Lazare.
Les voitures Bidel à impériale fermée et à deux essieux sont encore nombreuses en service (710) mais de capacité limitée et réservées à la ligne de Vincennes.
La compagnie va lancer une série de voitures à étage résolument modernes (elles n'ont à l'époque pas d'équivalent dans le monde), appelées à circuler en rames de sept voitures. Les dix premières unités sortiront des ateliers des Entreprises Industrielles Charentaises en 1933.

## Particularités
La principale innovation porte sur la conception mixte acier-aluminium de ces voitures, allégeant notablement ce matériel qui, à l’époque, est complètement nouveau et presque révolutionnaire. Il est équipé des deux plateformes d'accès, munies d'une porte à deux battants et d'une porte à simple battant. En bout de voiture, un petit compartiment est au même niveau que les plateformes et que l'intercirculation. Entre les plateformes, deux planchers sont aménagés. Celui du haut reçoit des banquettes à cinq places de front alors que celui du bas en reçoit seulement quatre car il a dû être placé entre les longerons du châssis, ne permettant pas la même capacité.
Sur chaque rame, la voiture d’extrémité opposée à la locomotive est équipée d’un poste de conduite pour la réversibilité.

## Service
Ces voitures circulent en rames complètes réversibles sur les lignes partant de la gare de Paris-Saint-Lazare. Elles seront aussi engagées dans des formations plus courtes sur la banlieue de Paris-Montparnasse.
Ces voitures furent une réussite technique. Au total 50 voitures seront construites. Elles suffiront à l'époque pour assurer le trafic, la compagnie possédant par ailleurs 380 voitures Talbot et 200 rames automotrices. Elles ne quitteront la scène ferroviaire qu'en 1982. Elles seront remplacées par des séries qui reprennent la même architecture, même si les progrès techniques en font des voitures différentes : la famille VB 2N et VO 2N et les automotrices Z 5600 et Z 8800.

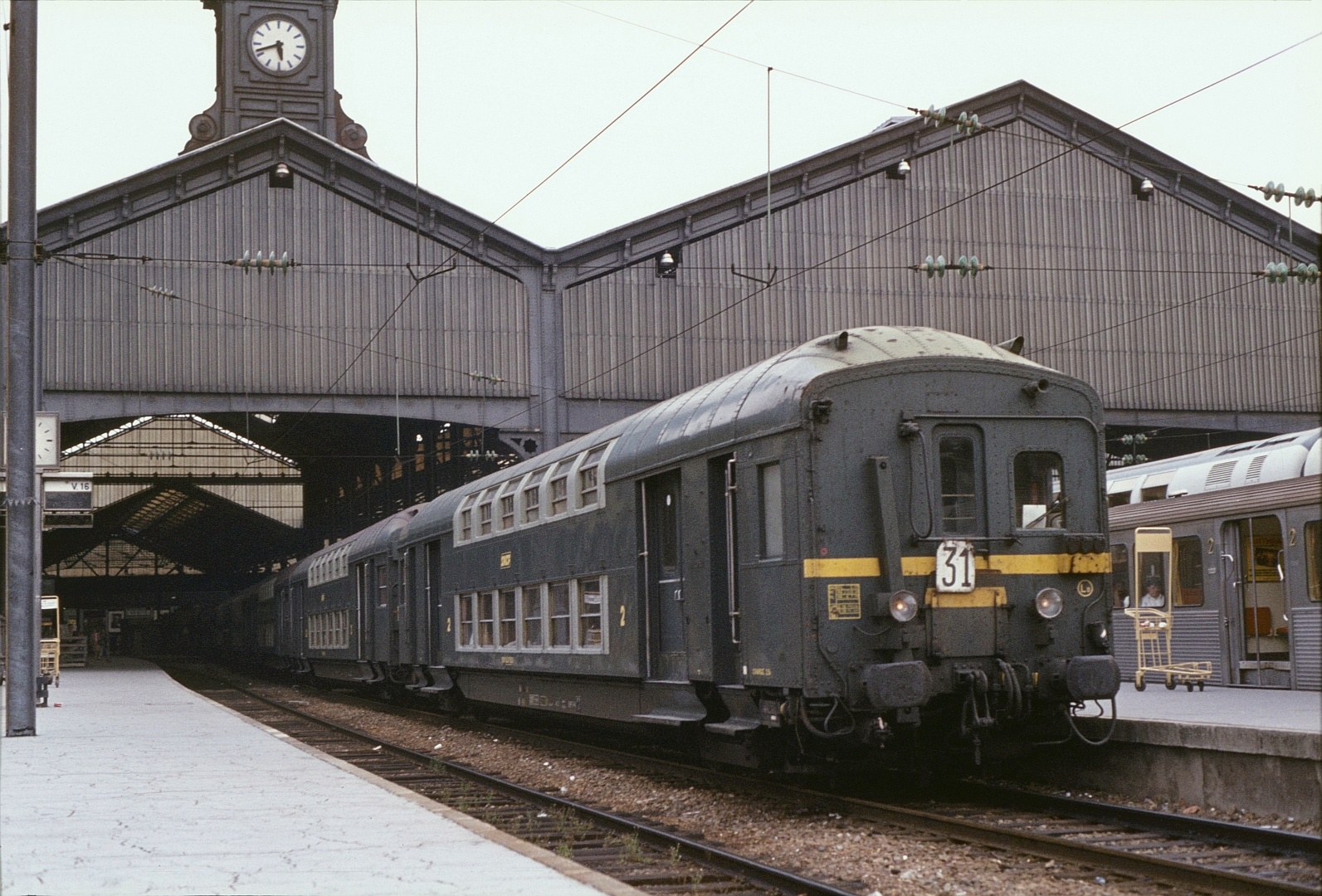
Une rame de voitures ex-État à deux niveaux, attend le départ en gare de Paris-Saint-Lazare le 17/09/1982.
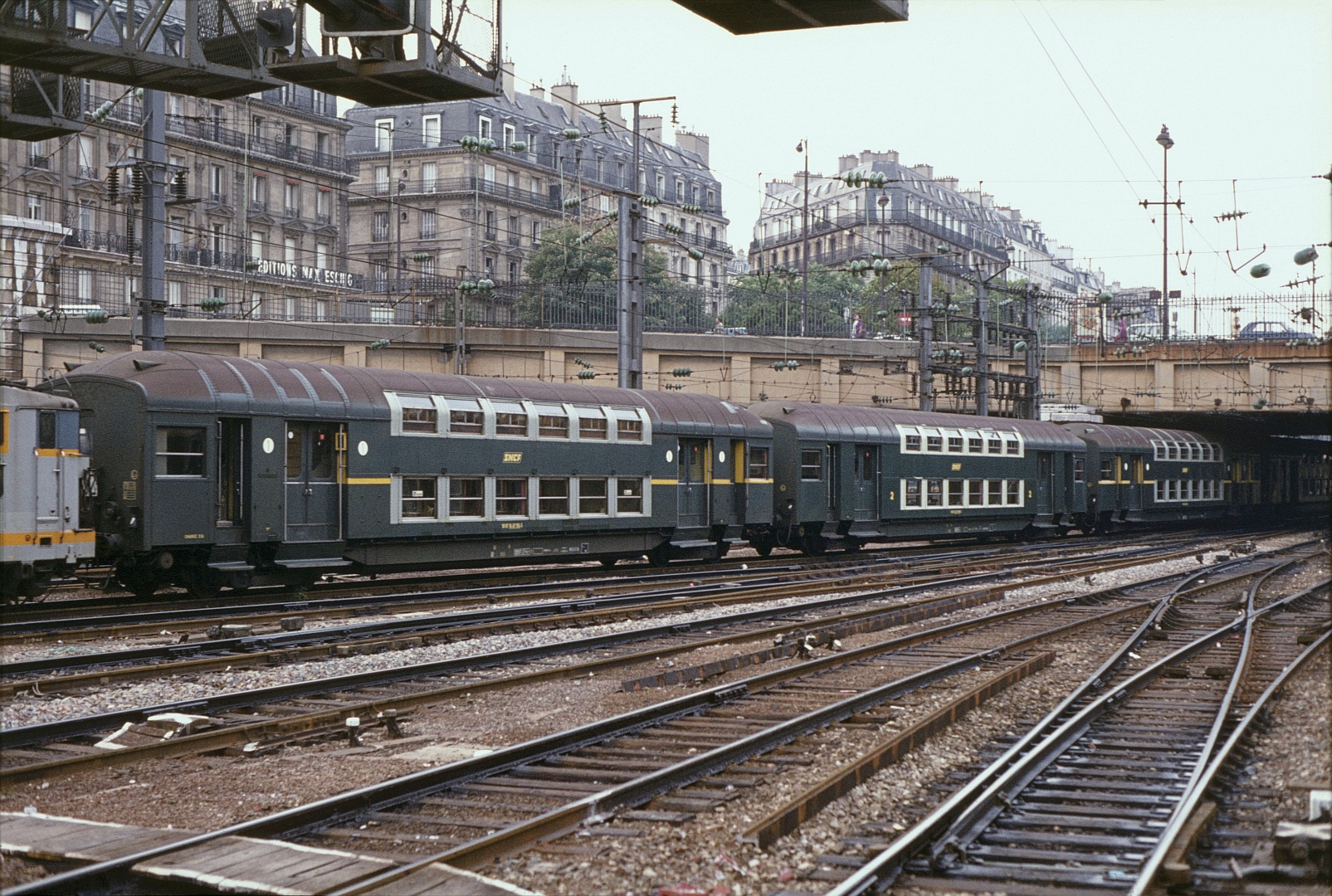
Une rame de voitures ex-État à deux niveaux, entre en gare de Paris-Saint-Lazare le 17/09/1982.
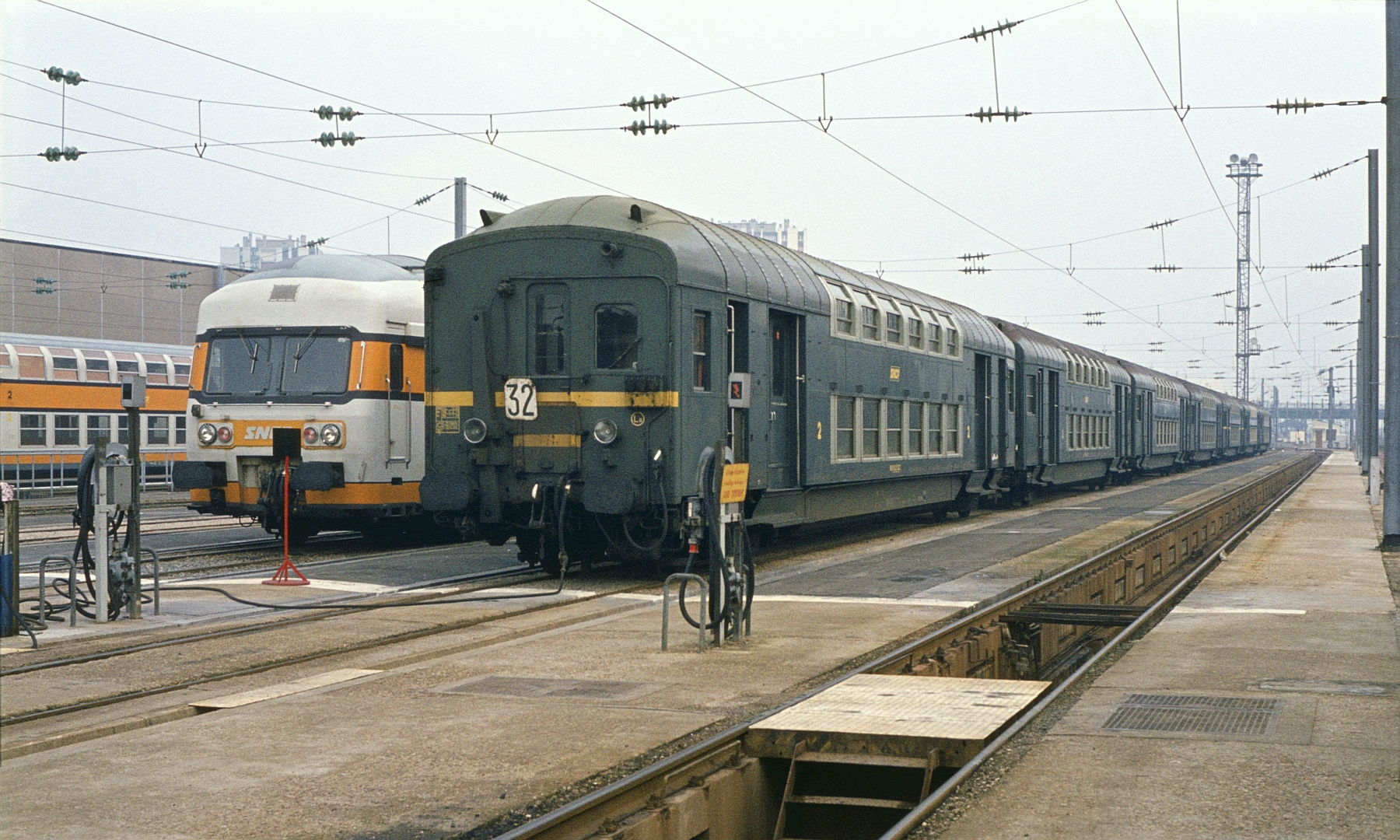
Une rame de voitures ex-État à deux niveaux, stationne aux garages du Val d'Argenteuil le 23/01/1982.
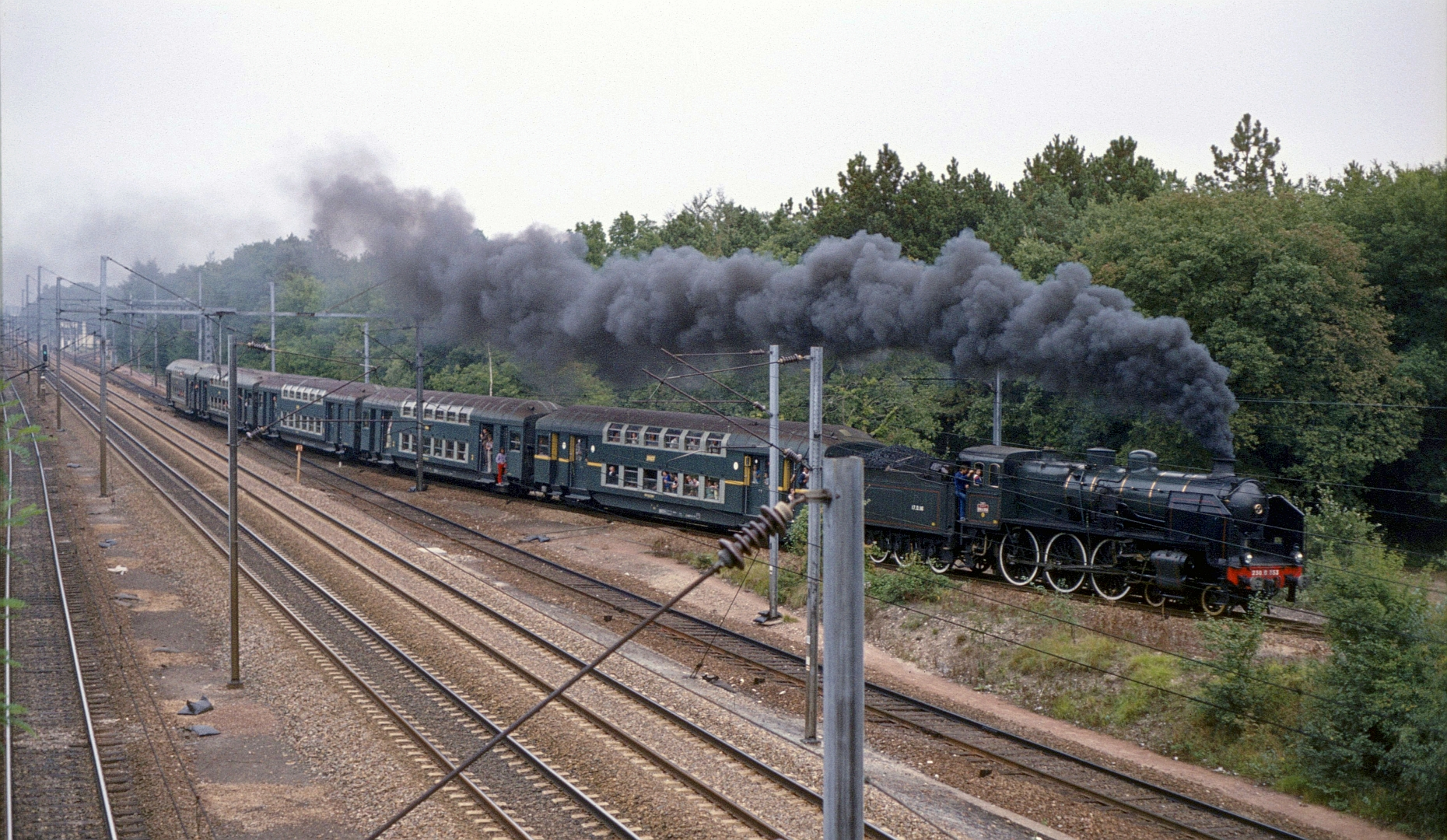
Train spécial composé de voitures ex-État à deux niveaux, à Achères le 19/09/1982.

## Éléments préservés

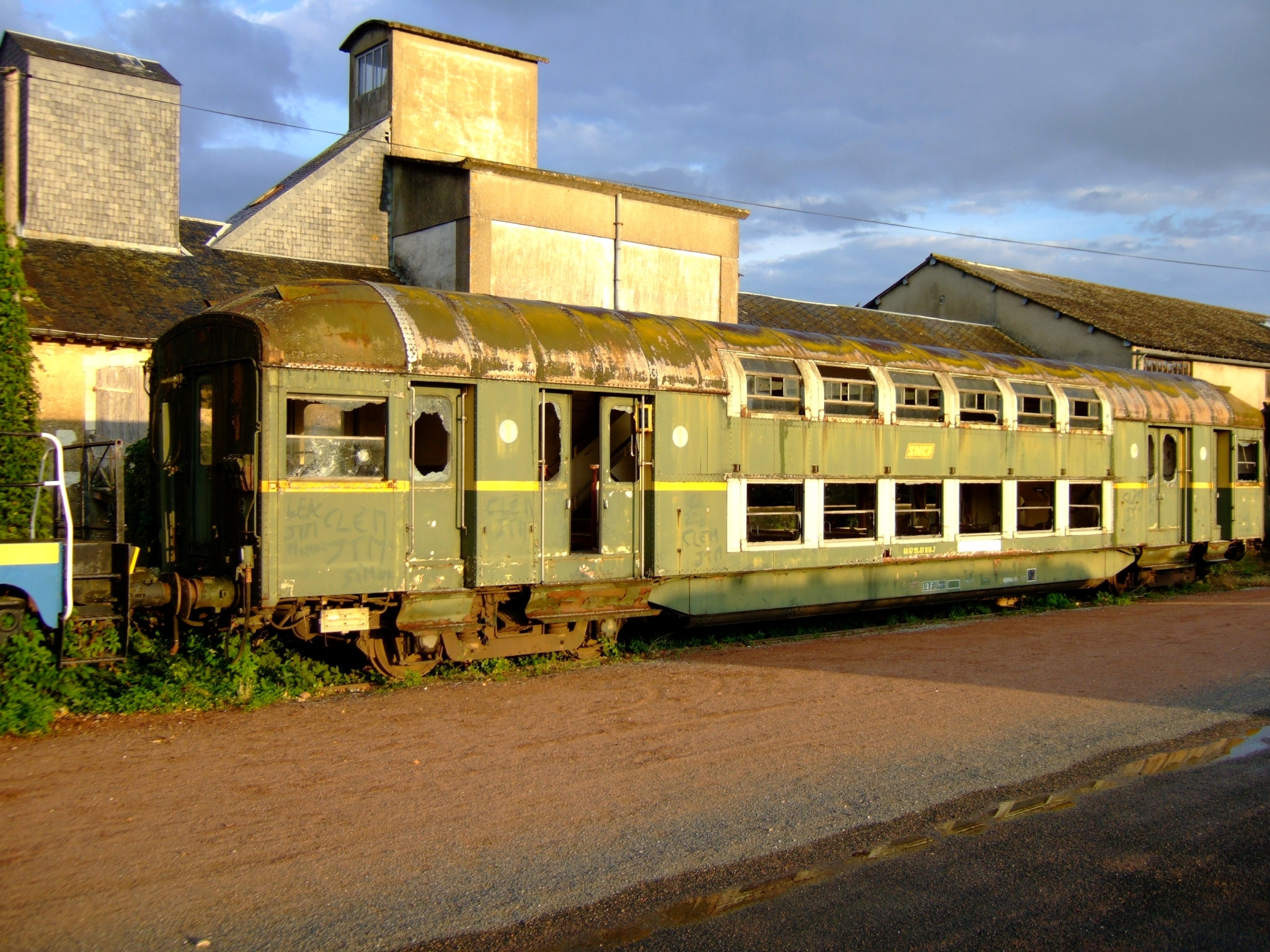
Une voiture à étage État fortement dégradée, vue ici à Richelieu sur le réseau disparu du Trains à vapeur de Touraine (TVT).

Plusieurs de ces voitures « hors norme » ont été préservées par des chemins de fer touristiques :
- anciennement, sur la ligne gérée par l'association  Trains à vapeur de Touraine (une voiture transférée à l'écomusée d'Alsace et une voiture détruite) ;
- anciennement aussi, sur le Chemin de fer de la Seudre (voiture aujourd'hui détruite) ;
- à l'Écomusée d'Alsace (une voiture et une voiture-pilote).

## Sources